# 1929
| 1929                                                         |
| ------------------------------------------------------------ |
| Dødsfald - Fødsler                                           |
| • Begivenheder • Film • Litteratur • Musik • Politik • Sport |

| Gregoriansk kalender | 1929 MCMXXIX            |
| Ab urbe condita      | 2682                    |
| Armensk kalender     | 1378 ԹՎ ՌՅՀԸ            |
| Kinesiske kalender   | 4625 – 4626 戊辰 – 己巳 |
| Etiopisk kalender    | 1921 – 1922             |
| Jødisk kalender      | 5689 – 5690             |
| Hindukalendere       |                         |
| - Vikram Samvat      | 1984 – 1985             |
| - Shaka Samvat       | 1851 – 1852             |
| - Kali Yuga          | 5030 – 5031             |
| Iransk kalender      | 1307 – 1308             |
| Islamisk kalender    | 1348 – 1349             |

Konge i Danmark: Christian 10. 1912-1947
Se også 1929 (tal)

## Begivenheder

### Januar
- 6. januar - Moder Teresa ankommer til Calcutta for at begynde sit arbejde blandt Indiens fattigste og sygeste mennesker
- 9. januar – Penicillinet blev anvendt for første gang.
- 10. januar – Tegneseriefiguren Tintin bliver "født", da den belgiske tegner Hergé for første gang bringer en stribe med Tintin i dagbladet Le XXième Siècle
- 31. januar - Lev Trotskij idømmes landsforvisning fra Sovjetunionen

### Februar
- 11. februar – Vatikanet opstår som selvstændig stat midt i Rom

### April
- 20. april - det første italienske parlament, udelukkende bestående af Benito Mussolinis fascister, åbner

### Maj
- 1. maj - Blutmai - mange civile mister livet under 1. maj demonstrationer i Berlin
- 16. maj - De første Oscarpriser uddeles

### Juni
- 25. juni - den amerikanske Præsident Herbert Hoover godkender opførelsen af Hoover dæmningen

### August
- 7. august – luftskibet LZ 127 Graf Zeppelin påbegynder sin jordomflyvning med ruten Lakehurst – Friedrichshafen[1]

### September
- 4. september - Graf Zeppelin, det første styrbare luftskib, fuldfører en jordomflyvning med den sidste del af ruten Lakehurst – Friedrichshafen[1]
- 21. september - Venstres Landsorganisation bliver stiftet

### Oktober
- 24. oktober – Wall Street-krakket
- 29. oktober - Wall Street-krakket fortsætter på denne Sorte Tirsdag, hvor aktierne falder yderligere 12 %, hvilket får økonomien til at falde sammen i alle stater i USA

### November
- 29. november - en amerikansk flådeofficer Richard Byrd sender radiomelding om, at han som den første har passeret Sydpolen i fly

### December
- 6. december - kvinderne i Tyrkiet får valgret
- 22. december – I London indledes forhandlinger om at give Indien status som britisk dominion.

## Født

### Januar
- 3. januar – Sergio Leone, italiensk filminstruktør (død 1989).
- 8. januar – Poul Kjærholm, dansk arkitekt og designer (død 1980).
- 12. januar – Alasdair MacIntyre, skotsk filosof (død 2025).
- 13. januar – Villy Sørensen, dansk forfatter (død 2001).
- 15. januar – Martin Luther King, amerikansk borgerrettighedsforkæmper (død 1968). – myrdet
- 16. januar – Tage Nielsen, dansk komponist (død 2003).
- 22. januar - Jørgen Schleimann, dansk redaktør og TV 2-direktør (død 2016).
- 31. januar – Rudolf Mössbauer, tysk fysiker (død 2011).
- 31. januar – Jean Simmons, engelsk skuespillerinde (død 2010).

### Februar
- 6. februar – Sixten Jernberg, svensk langrendsløber (død 2012).
- 15. februar – James R. Schlesinger, tidligere amerikansk forsvarsminister (død 2014).
- 17. februar – Yassir Arafat, palæstinensisk leder og fredsprismodtager (død 2004).
- 17. februar – Graham Hill, britisk racerkører (død 1975).
- 18. februar – Len Deighton, engelsk forfatter.
- 22. februar – James Hong, amerikansk skuespiller.
- 27. februar – Djalma Santos, brasiliansk fodboldspiller (død 2013).
- 28. februar – Frank Gehry, amerikansk arkitekt.

### Marts
- 5. marts – Poul Dalsager, dansk politiker og borgmester (død 2001).
- 8. marts – Hebe Camargo, brasiliansk skuespillerinde (død 2012).
- 13. marts – Jørgen Gustava Brandt, dansk forfatter (død 2006).
- 15. marts – Cecil Taylor, amerikansk jazzpianist (død 2018).
- 18. marts - Samuel Pisar, amerikansk advokat, forfatter og kz-lejre overlevende (død 2015).
- 22. marts – P. Ramlee, malaysisk skuespiller (død 1973).
- 23. marts – Roger Bannister, engelsk atletikatlet (død 2018).

### April
- 1. april – Milan Kundera, tjekkisk forfatter (død 2023).
- 3. april – Poul Schlüter, dansk statsminister (død 2021).
- 5. april – Ivar Giæver, norsk fysiker (død 2025).
- 10. april – Mike Hawthorn, britisk racerkører (død 1959).
- 10. april – Max von Sydow, svensk skuespiller (død 2020).
- 14. april – Gerry Anderson, engelsk producer (død 2012).
- 17. april – Kirsten Søberg, dansk skuespiller (død 1980).
- 17. april – James Last, tysk orkesterleder (død 2015).
- 22. april – Michael Atiyah, britisk matematiker (død 2019).
- 28. april – Thor A. Bak, dansk kemiker og samfundsdebattør (død 2017).

### Maj
- 2. maj – Édouard Balladur, fransk politiker og tidligere minister.
- 4. maj – Johan Otto von Spreckelsen, dansk arkitekt og professor (død 1987).
- 4. maj – Audrey Hepburn, belgiskfødt skuespiller (død 1993).
- 6. maj – Hans Beck, tysk legetøjsopfinder (død 2009).
- 6. maj – Paul C. Lauterbur, amerikansk kemiker og modtager af Nobelprisen i medicin (død 2007).
- 8. maj – Miyoshi Umeki, japansk skuespillerinde (død 2007).
- 12. maj – Ágnes Heller, ungarsk filosof og forfatter (død 2019).
- 12. maj – Sam Nujoma, Namibias præsident 1990-2005 (død 2025).
- 22. maj – Nina Pens, dansk skuespiller (død 1992).
- 28. maj – Bent Christensen, dansk filminstruktør (død 1992).
- 29. maj - Peter Higgs, britisk fysiker og nobelprismodtager i fysik (død 2024).

### Juni
- 2. juni - Adrian Bentzon, dansk jazzpianist (død 2013).
- 3. juni - Lotte Kærså, dansk musikpædagog og komponist (død 2022)
- 12. juni - Anne Frank, forfatter (død 1945)
- 18. juni - Jürgen Habermas, tysk filosof og sociolog.
- 18. juni - Carl F. Wandel, dansk professor og rektor (død 2025).
- 23. juni - Vagn Fabritius Buchwald, dansk meteoritforsker (død 2025).

### Juli
- 11. juli – Anne Wolden-Ræthinge, dansk journalist og forfatter (død 2016).
- 13. juli – Eugen Tajmer, dansk sanger og impresario (død 2009).
- 16. juli – Grethe Sønck, dansk skuespillerinde og sangerinde (død 2010).
- 24. juli – Peter Yates, engelsk filminstruktør (død 2011).

### August
- 27. august – Ira Levin, amerikansk forfatter (død 2007).

### September
- 5. september – Andrian Nikolajev, sovjetisk kosmonaut (død 2004).
- 5. september – Bob Newhart, amerikansk skuespiller (død 2024).
- 6. september – Preben Møller Hansen, dansk politiker, forbundsformand og restauratør (død 2008).
- 15. september – Murray Gell-Mann, amerikansk fysiker (død 2019).
- 17. september – Stirling Moss, engelsk racerkører (død 2020).
- 20. september – Anne Meara, amerikansk skuespillerinde (død 2015).
- 25. september – Barbara Walters, amerikansk journalist og tv-vært (død 2022).

### Oktober
- 13. oktober – Walasse Ting, kinesisk-amerikansk maler (død 2010).
- 17. oktober – Manfred Benneweis, dansk cirkusartist (død 1987).
- 21. oktober – Ursula K. Le Guin, amerikansk forfatter (død 2018).
- 28. oktober – Joan Plowright, engelsk skuespillerinde (død 2025).
- 31. oktober – Bud Spencer, italiensk skuespiller (død 2016).

### November
- 5. november – Lennart Johansson, svensk idrætsleder (død 2019).
- 7. november – Benny Andersen, dansk digter, forfatter, komponist og pianist (død 2018).
- 9. november – Imre Kertész, ungarsk forfatter (død 2016).
- 15. november – Ed Asner, amerikansk skuespiller (død 2021).
- 28. november – Berry Gordy, Jr., amerikansk musikproducer og sangskriver, grundlægger af Motown Records.

### December
- 6. december - Nikolaus Harnoncourt, østrigsk dirigent og cellist (død 2016).
- 9. december – Bob Hawke, australsk politiker (død 2019).
- 13. december – Christopher Plummer, canadisk skuespiller (død 2021).
- 27. december – Anker Taasti, dansk skuespiller (død 2006).

## Dødsfald

### Januar
- 13. januar – Wyatt Earp, amerikansk sherif og gambler (født 1848).
- 25. januar – Mathias Bidstrup, dansk arkitekt og professor (født 1852).

### Februar
- 3. februar – Agner Krarup Erlang, dansk matematiker (født 1878).
- 24. februar – André Messager, fransk komponist og dirigent (født 1853).

### Marts
- 18. marts – Karl Hansen Reistrup, dansk maler og billedhugger (født 1863).
- 20. marts - Ferdinand Foch, fransk marskal (født 1851).
- 21. marts – Otto Liebe, dansk jurist og statsminister (født 1860).

### April
- 3. april – Sophus Hagen, dansk musikforlægger, musikhistoriker og komponist (født 1842).
- 4. april – Karl Benz, tysk ingeniør og bilkonstruktører (født 1844).
- 9. april – Evald Tang Kristensen, dansk folkemindesamler (født 1843).
- 20. april - Martin Clarentius Gertz, dansk filolog og professor (født 1844).
- 30. april – Birger Sjöberg, svensk digter, komponist, sanger og romanforfatter (født 1885).

### Maj
- 1. maj – Sophie Keller, kgl. dansk kammersanger (født 1850).
- 16. maj – Troels Marstrand, dansk fabrikant og direktør (født 1854).

### Juni
- 20. juni – Olfert Ricard, dansk præst (født 1872).

### Juli
- 15. juli – Hugo von Hofmannsthal, østrigsk forfatter (født 1874).

### August
- 3. august – Emile Berliner, tysk/amerikansk opfinder (født 1851).
- 10. august – Aletta Jacobs, jødisk-hollandsk læge og aktivist (født 1854).
- 13. august – Eiler Lehn Schiøler, dansk ornitolog og vekselerer (født 1874).
- 15. august – H.P. Mollerup, dansk præst (født 1866).

### September
- 17. september - Carl Torp, dansk jurist og professor (født 1855).
- 23. september – Richard Zsigmondy, østrigsk kemiker og nobelprismodtager (født 1865).

### Oktober
- 1. oktober – Antoine Bourdelle, fransk billedhugger og maler (født 1861).
- 3. oktober – Gustav Stresemann, tysk udenrigsminister og nobelprismodtager (født 1878).
- 21. oktober – Viktor Rubow, dansk politiker og minister (født 1871).
- 28. oktober – Bernhard von Bülow, tidl. tysk rigskansler (født 1849).

### November
- 17. november – Herman Hollerith, amerikansk ingeniør og opfinder (født 1860).
- 24. november – Georges Clemenceau, fransk politiker (født 1841).
- 27. november – Andreas Schack Steenberg, dansk forfatter og professor (født 1854).

### December
- 5. december – Einar Rousthøj, dansk forfatter (født 1869).
- 10. december – Axel Berg, dansk arkitekt (født 1856).
- 13. december – Ole Olufsen, dansk geograf, opdagelsesrejsende og professor (født 1865).
- 20. december – Émile Loubet, fransk præsident (født 1831).
- 28. december – Holger Hofman, dansk skuespiller og teaterdirektør (født 1868).

## Nobelprisen
- Fysik – Louis de Broglie
- Kemi – Arthur Harden, Hans Karl August Simon von Euler-Chelpin
- Medicin – Christiaan Eijkman, Sir Frederick Gowland Hopkins
- Litteratur – Thomas Mann
- Fred – Frank Billings Kellogg (USA) for Briand-Kellogg-pagten.

## Sport
- Ryder Cup, golf – Storbritannien 7-USA 5
- 11. januar – Knud Larsen bliver den første danske bokser, der vinder europamesterskabet, da han i Forum København besejrer den italienske fjervægter Luigi Quadrini på point.
- 30. november – Søren Petersen får muligheden for at blive den anden danske europamester i professionel boksning, da han i en titelkamp i Brussel møder den belgiske sværvægter Pierre Charles. Petersen blev dog slået ud i 4. omgang.
- 1. december – Knud Larsen taber sit europamesterskab i fjervægt på point til spanieren José Girones i Barcelona.

## Musik
- BG and Big Tea in NYC - et jazz-album af Benny Goodman.

## Bøger
- Farvel til våbnene – Ernest Hemingway
- Intet nyt fra vestfronten – Erich Maria Remarque
- Midt i en jerntid – Martin Andersen Nexø